# Jozef Kukučka
Jozef Kukučka (Považská Bystrica, 13 marzo 1957) è un ex calciatore cecoslovacco, di ruolo difensore.